# 埃洛普
埃洛普（Aerope，希臘文：Ἀερόπη）是希臘神話中的一個人物。她是克里特國王卡特柔斯的女兒，嫁給了邁錫尼國王阿特柔斯。
埃洛普為阿特柔斯生下了兩個兒子：阿伽门农與墨涅拉俄斯。然而，她愛上了阿特柔斯的兄弟堤厄斯忒斯，兩人成為情人，導致阿特柔斯與堤厄斯忒斯反目成仇。